# 455. pehotni polk (Wehrmacht)
455. pehotni polk (izvirno nemško Infanterie-Regiment 455) je bil eden izmed pehotnih polkov v sestavi redne nemške kopenske vojske med drugo svetovno vojno.

## Zgodovina
Polk je bil ustanovljen 26. avgusta 1939 kot polk 4. vala v Wehr Kreisu IV z reorganizacijo nadomestnih bataljonov: I. in II. 103. in I. 53. pehotnega polka; polk je bil dodeljen 255. pehotni diviziji.
8. oktobra je bil štab dodeljen k 445. pehotnemu polku, medtem ko je bil III. bataljon dodeljen 439. pehotnemu polku. Celoten polk je bil leta 1942 uničen in izločen iz divizijske sestave.